# Fekete hattyú

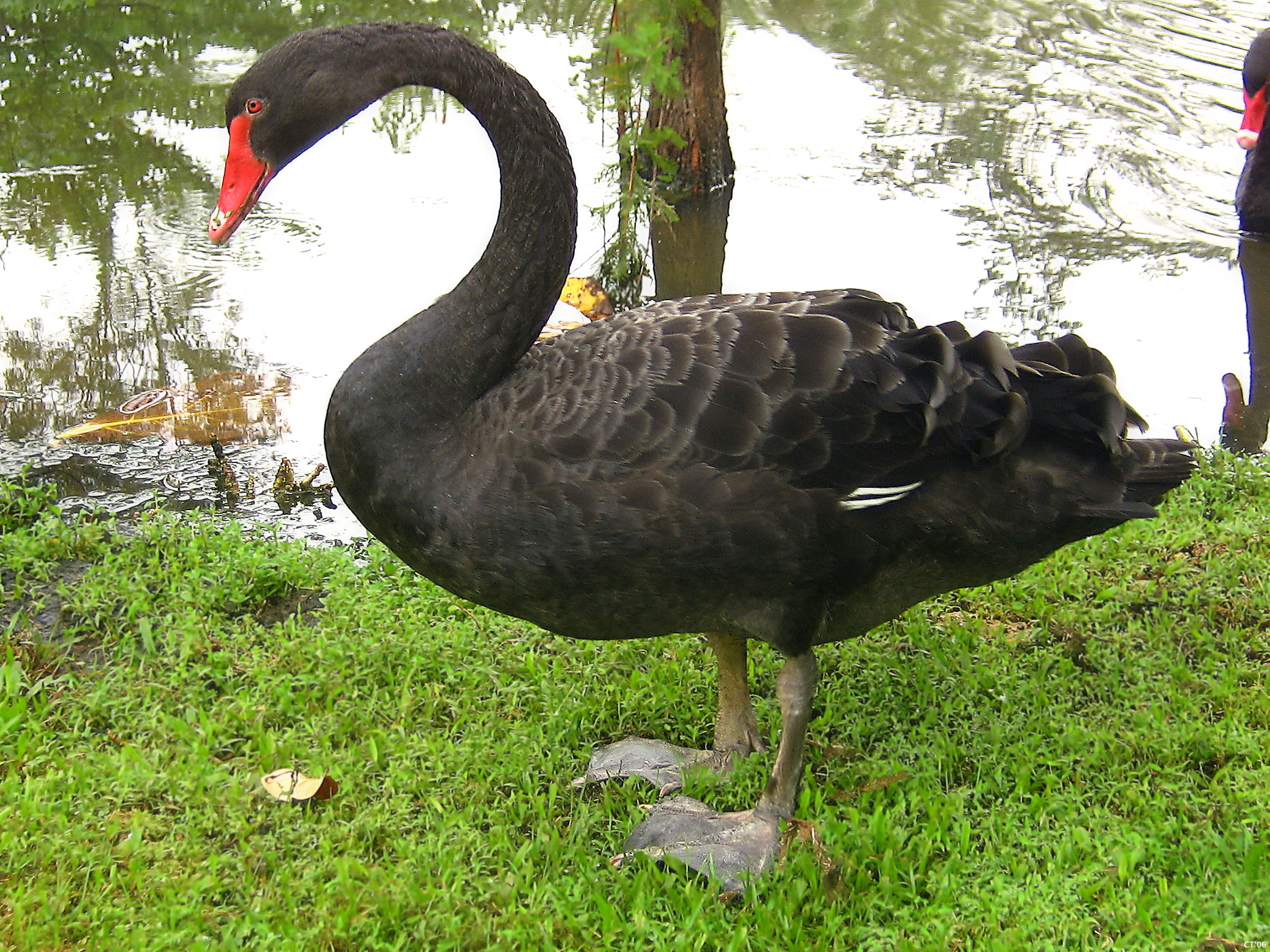
A szárazon

A fekete hattyú (Cygnus atratus) a madarak osztályának a lúdalakúak (Anseriformes) rendjébe, ezen belül a récefélék (Anatidae) családjába tartozó faj.

## Előfordulása
Nem vándorló faj, őshonos fajként Ausztráliában és Tasmaniában van jelen. Nyugat-Ausztrália állam nemzeti madara.
A 19. század során betelepítették Új-Zélandra. Ott nagyon elszaporodott, ottani állományát 60 000 madárra becsülik. Mint kedvelt parkmadár, félvadon sok helyen él Európa parkjaiban is, de itt nem vadul ki, önfenntartó állományai vadon sehol nincsenek.
A vizes élőhelyeket részesíti előnyben, védett tengeröblökben és lagúnákban is előfordul.

## Alfajai
- Cygnus atratus atratus – ez az alfaj él Ausztráliában és Tasmániában
- Új-zélandi vagy Chatham hattyú (Cygnus atratus sumnerensis) – alfaj, amely Új-Zéland szigetein és a Chatham-szigeteken élt, de mára kihalt. Kihalásához a költési időszakban végzett intenzív tojásgyűjtés és az Új-Zélandra települt maorik vadászata vezetett.

## Megjelenése
Testhossza 110-140 centiméter (feje és nyaka együttesen testhosszának felét teszi ki), szárnyfesztávolsága 160-200 centiméter testtömege maximum 9 kilogramm. A tojó kisebb a hímnél. Tollazata tiszta fekete, fodrokkal a hátán. Evezőtollai fehérek, főleg repülés közben feltűnőek. Szeme barna, csőre vörös, fehér szalaggal a hegyén, lába barnásfekete vagy tiszta fekete, nagy széles úszóhártyával ellátottak.
Általában trombitáló kiáltásokat hallatnak.

## Életmódja
Táplálékuk vízinövények részeiből és magvaiból, rovarokból, férgekből, kagylókból, apró kétéltűekből és halakból áll. Elsősorban azonban növényevő, vízinövények hajtásait és leveleit eszi, olykor a szárazföldi füvekből is legel. Hosszú nyakának köszönhetően a víz alól 1 méteres mélységben is keresgélhet.
Mint minden réceféle, a fekete hattyú is egyszerre vedli le evezőtollait, ezért átmeneti időre (nagyjából 4-5 hétre) röpképtelenné válik. Ilyenkor nagyobb lagúnákon, folyótorkolatokban vagy tavakban nagy csapat vedlő madár gyűlhet össze. Számuk Ausztrália legnagyobb vedlőhelyein tízezrekre rúghat.

## Szaporodása
Mint a hattyúk mindegyike, ez a faj is monogám, hosszú távú párkapcsolatban él.
Sekély tavak, nádasainak szélén, nádszálakból és gyékényből rakott kupacra rakja 4-5 tojását. Fészkei mindig a vízben vagy annak közvetlen közelében állnak, olykor időszakos vizek közelében is költhet. Kedvező helyeken laza telepek alakulnak ki. A kotlás 40 napig tart, a szülők felváltva ülnek a tojásokon. Fiókáik tollazata piszkosfehér, csőrük még fekete. Fészekhagyók. A fiatal hattyúk csak 150-170 nap múlva válnak röpképesekké. Általában harmadik életévükben költenek először.
|  |  |

## Képek

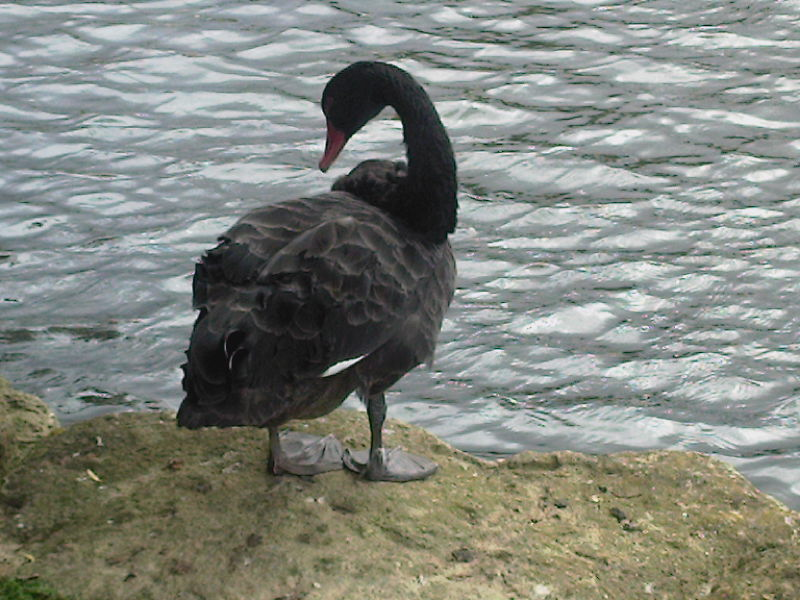
Fekete hattyú a parton
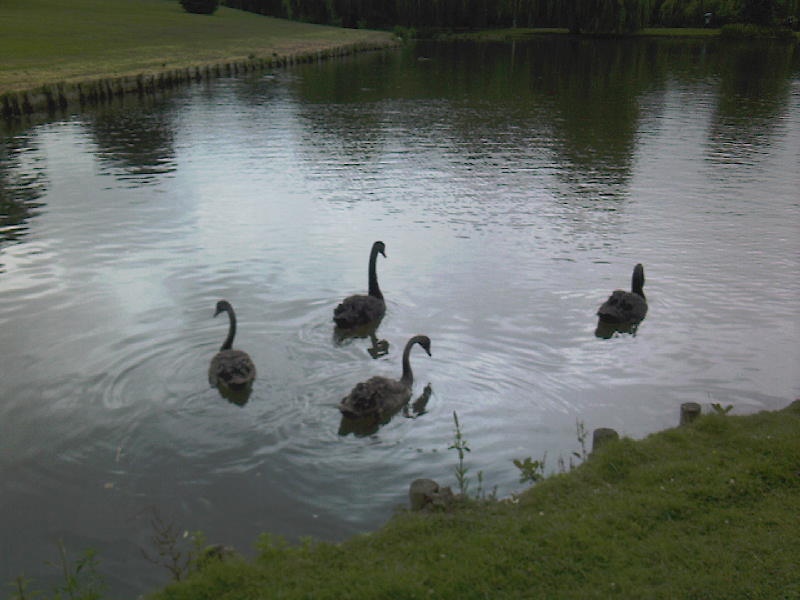
Fekete hattyúk szürkületkor
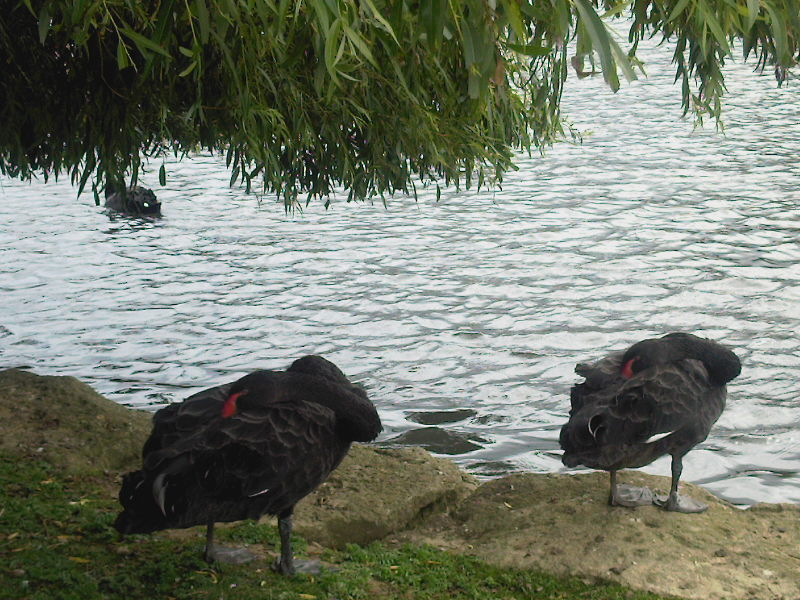
Pihenő fekete hattyúk
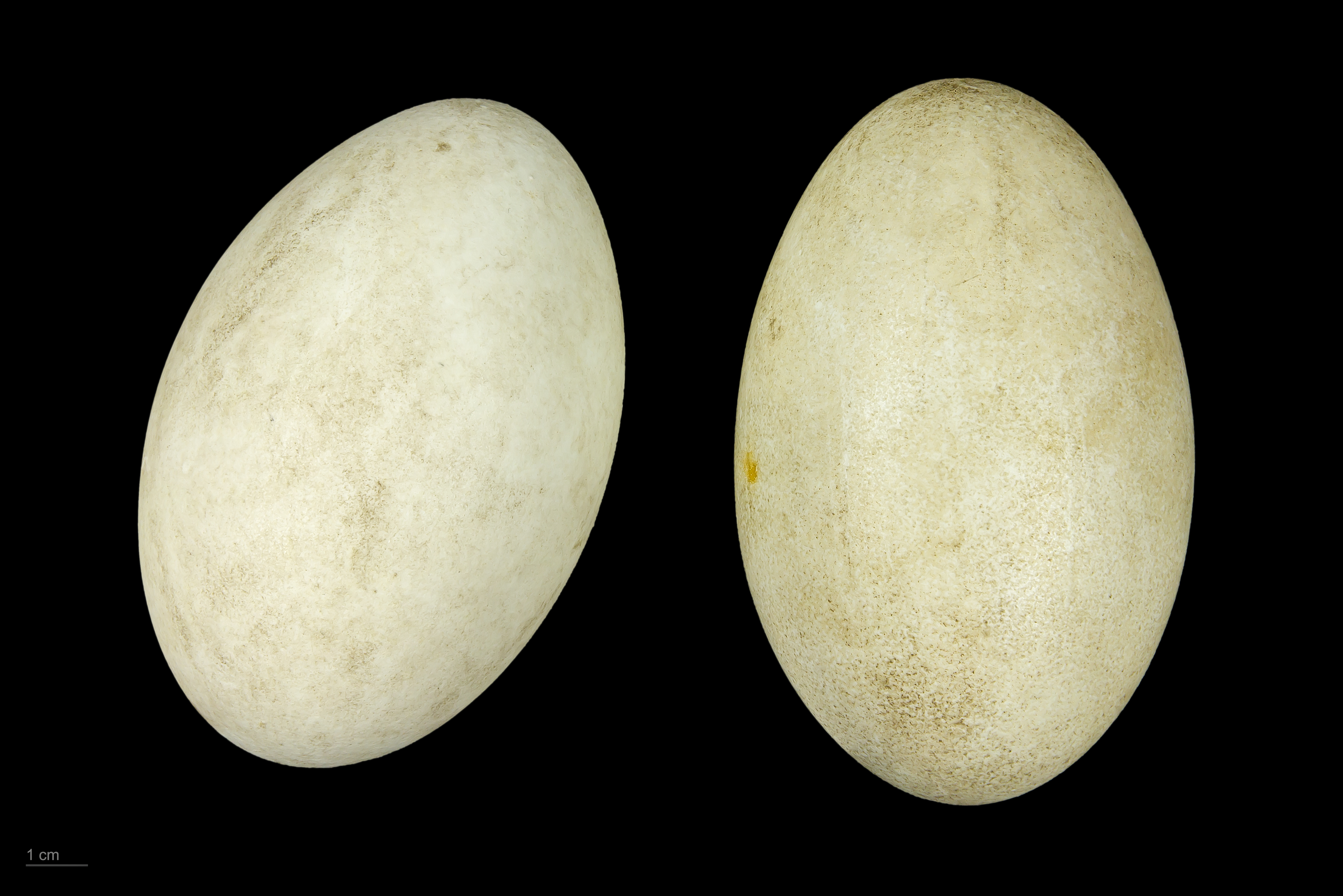
Museum specimen